# Szereg funkcyjny
Szereg funkcyjny – szereg, którego wyrazami są funkcje o wspólnej dziedzinie. Dla każdego punktu dziedziny suma szeregu wartości funkcji w tym punkcie (o ile istnieje) jest sumą zwykłego szeregu liczbowego. W zastosowaniach najczęściej pojawiają się szeregi funkcyjne zmiennej rzeczywistej lub zespolonej o wartościach rzeczywistych lub zespolonych, jednakże pojęcie szeregu funkcyjnego ma sens także w przypadku funkcji o wartościach w ogólnych przestrzeniach funkcyjnych (np. przestrzeniach Banacha).
Szeregi funkcyjne pojawiają się w naturalny sposób w analizie matematycznej i fizyce. Na przykład:
- szeregi Fouriera są narzędziem w badaniu możliwości przedstawienia skomplikowanej funkcji (zwykle funkcji okresowej – w fizyce i technice – ruchu drgającego) przy pomocy szeregu prostszych funkcji okresowych typu sinus i cosinus – tzw. harmonik (zob. analiza harmoniczna);
- szeregi Taylora służą do przedstawiania funkcji stosunkowo skomplikowanych przy pomocy szeregów o wyrazach będących wielomianami (czyli o dużo prostszej naturze) zależnych od kolejnych pochodnych (zob. wzór Taylora, analiza numeryczna);
- szeregi Laurenta są narzędziem podobnym do szeregów Taylora, służącym do rozwijania funkcji zmiennej zespolonej w szeregi potęgowe o wykładnikach całkowitych. Rozkład funkcji w szereg Laurenta niesie dodatkowe informacje o regularności samej funkcji (zob. analiza zespolona).

Podstawowym przykładem szeregu funkcyjnego jest tzw. szereg geometryczny, czyli szereg postaci
{\displaystyle \sum _{n=0}^{\infty }x^{n}=1+x+x^{2}+x^{3}+\dots }
Jest on zbieżny dla każdego {\displaystyle -1<x<1} do (sumy):
{\displaystyle {\frac {1}{1-x}}.}
Jeżeli przyjąć {\displaystyle f_{n}(x)=x^{n}} dla {\displaystyle x} jak wyżej, to powyższy szereg można zapisać w postaci
{\displaystyle \sum _{n=0}^{\infty }f_{n}(x),}
który jest już przykładem szeregu funkcyjnego.

## Zbieżność
Niech {\displaystyle Y} będzie przestrzenią unormowaną oraz {\displaystyle (f_{n})} będzie ciągiem funkcji określonych na pewnym zbiorze {\displaystyle X} i o wartościach w przestrzeni {\displaystyle Y.}

### Zbieżność punktowa
Mówi się, że szereg {\displaystyle \sum f_{n}(x)} jest zbieżny punktowo w zbiorze {\displaystyle X,} gdy dla każdego {\displaystyle x_{0}\in X} zbieżny jest szereg {\displaystyle \sum f_{n}(x_{0}).} Innymi słowy wymaga się, by zbieżny był ciąg {\displaystyle (s_{N})_{N\in \mathbb {N} }} sum częściowych {\displaystyle s_{N}=f_{1}(x_{0})+\dots +f_{N}(x_{0}).} Określoną w ten sposób funkcję {\displaystyle f(x)=\sum f_{n}(x)} nazywa się sumą szeregu funkcyjnego {\displaystyle \sum f_{n}(x).}

### Zbieżność jednostajna
Szereg {\displaystyle \sum f_{n}(x)} jest zbieżny jednostajnie wtedy i tylko wtedy, gdy ciąg {\displaystyle (s_{N})_{N\in \mathbb {N} }} sum częściowych {\displaystyle s_{N}=f_{1}+\dots +f_{N}} jest zbieżny jednostajnie jako ciąg funkcyjny.
Dokładniej, szereg {\displaystyle \sum f_{n}(x)} jest zbieżny jednostajnie w zbiorze {\displaystyle X} do funkcji {\displaystyle f(x),} gdy od pewnego wyrazu norma sumy częściowej szeregu {\displaystyle \sum {\big (}f_{n}(x)-f(x){\big )}} jest dowolnie mała dla wszystkich {\displaystyle x\in X,} tzn. gdy dla dowolnej liczby {\displaystyle \varepsilon >0} istnieje taka liczba naturalna {\displaystyle n_{\varepsilon },} że dla wszystkich {\displaystyle k>n_{\varepsilon }} i dla wszystkich {\displaystyle x\in X} zachodzi nierówność
{\displaystyle \left\|\left(\sum _{n=1}^{k}f_{n}(x)\right)-f(x)\right\|<\varepsilon .}
Do kryteriów zbieżności jednostajnej szeregów funkcyjnych zaliczają się
- kryterium Abela,
- kryterium Dirichleta,
- kryterium Weierstrassa.

#### Własności sumy szeregu zbieżnego jednostajnie – twierdzenie Weierstrassa
Niech dany będzie szereg funkcyjny {\displaystyle \textstyle \sum _{n=1}^{\infty }f_{n}(x)} zbieżny jednostajnie w przedziale {\displaystyle (a,b)} do funkcji {\displaystyle f.} Wówczas:
- jeżeli wszystkie wyrazy ciągu {\displaystyle (f_{n})} są ciągłe, to jego suma {\displaystyle f} też jest funkcją ciągłą;
- jeżeli {\displaystyle (f_{n})} jest ciągiem funkcji różniczkowalnych mającym w tym przedziale ciągłe pochodne oraz szereg {\displaystyle \textstyle \sum _{n=1}^{\infty }f_{n}'(x)} jest zbieżny jednostajnie, to funkcja {\displaystyle f} jest różniczkowalna oraz

{\displaystyle f'(x)=\sum _{n=1}^{\infty }f_{n}'(x)}
dla {\displaystyle x\in (a,b).}
- jeżeli ponadto wyrazy ciągu {\displaystyle (f_{n})} są funkcjami ciągłymi, określonymi w przedziale {\displaystyle [a,b]} oraz szereg {\displaystyle \textstyle \sum _{n=1}^{\infty }f_{n}(x)} jest zbieżny jednostajnie w tym przedziale, to

{\displaystyle \int _{a}^{b}f(x)\,{\mbox{d}}x=\int _{a}^{b}\sum _{n=1}^{\infty }f_{n}(x)\,{\mbox{d}}x=\sum _{n=1}^{\infty }\int _{a}^{b}f_{n}(x)\,{\mbox{d}}x.}

##### Przykład
Szereg
{\displaystyle 1+x+x^{2}+x^{3}+\dots }
jest zbieżny punktowo do funkcji {\displaystyle f(x)={\tfrac {1}{1-x}}} w przedziale {\displaystyle (-1,1),} jednak nie jest zbieżny jednostajnie; mimo to suma szeregu jest funkcją różniczkowalną (a zatem i ciągłą) w zadanym przedziale.